# Spathius elegans
Spathius elegans – gatunek błonkówki z rodziny męczelkowatych.

## Zasięg występowania
Gatunek ten występuje we wschodniej części USA.

## Biologia i ekologia
Heterospilus eurostae  jest zewnętrznym parazytoidem chrząszczy żerujących w drewnie.